# Presicce-Acquarica
Presicce-Acquarica (włoski: Stazione di Presicce-Acquarica) – stacja kolejowa w Presicce, w prowincji Lecce, w regionie Apulia, we Włoszech. Obsługuje również gminę Acquarica del Capo.
Stacja jak i linia kolejowa jest obsługiwana przez Ferrovie del Sud Est. Znajduje się na linii Novoli – Gagliano del Capo.

## Linie kolejowe
- Novoli – Gagliano del Capo